# L'Ultime Secret
L'Ultime Secret est un roman de Bernard Werber, paru en 2001. Il constitue le deuxième tome de la trilogie Lucrèce et Isidore, entamé par Le Père de nos pères.
L'intrigue de l'histoire nous emmène à la découverte des sources de la motivation et de l'expérience de James Olds, au terme d'une épopée où se mêlent syndrome d'enfermement, intelligence artificielle et chirurgie cérébrale...
Le phénomène ayant inspiré cette histoire est nommé autostimulation dans cet article sur le site de l'Institut français de recherche pédagogique.

## Personnages
- Samuel Fincher : Est un neuropsychiatre vivant à Nice et mari de la Top Model Natacha Andersen, plus belle femme du monde. Il devient champion du monde d’échec face à l’ordinateur Deep Blue IV au début du roman. Il va mourir dans les bras de sa femme le soir même alors qu’ils étaient en train de faire l’amour.  Il travaille à l’hôpital psychiatrique Sainte-Marguerite. Cet hôpital est situé sur une île à quelque kilomètre des côtes de Nice.

- Lucrèce Nemrod : Est une journaliste scientifique qui travaille pour le journal Le Guetteur Moderne. Elle va proposer d’enquêter sur la mort de Samuel Fincher. Une affaire qui lui a été proposée par Isidore avec lequel elle a déjà fait une enquête.

- Isidore Katzenberg : Est un ancien journaliste qui a déjà travailler sur une affaire avec Lucrèce. Il mène un combat contre la violence depuis la mort de sa mère et ne peut pas passer une journée sans regarder les informations. Il étudie les différents choix que devrait faire l’humanité pour arriver à un monde sans violence.

- Jean Louis Martin : Était banquier à Nice. Il est marié, a deux filles et un chien. Il jouait aux échecs tous les dimanches avec un collègue de travail. Un soir alors qu’il rentrait chez lui avec sa femme, il est percuté par une voiture. À la suite de cet accident il ne peut plus contrôler son corps, juste un œil et une oreille sont encore valides, le reste de son corps est paralysé.

- Umberto : Est le chauffeur du ferry qui relie la côte à l’hôpital. Avant de faire ce métier il était neurochirurgien dans ce même hôpital. Il a sombré dans l’alcoolisme à la mort de sa mère et est devenu SDF.

- Jérôme Bergerac : Est un milliardaire oisif que les deux journalistes vont rencontrer au Club CIEL (Club International des Épicuriens et Libertins) que fréquentais Samuel Fincher et sa femme. Il va tomber sous le charme de la jeune journaliste, et venir en aide plusieurs fois aux journalistes.

- Dr. Tchernienko : Chirurgienne Russe qui était une collaboratrice de la découverte de la zone de l’Ultime secret. Elle avait promis de ne jamais réutiliser cette découverte car elle est encore trop dangereuse par l’humanité. Elle travaille dans un hôpital Russe ou elle pratique des ablations de cette zone spécifique pour les patients héroïnomane.

- Natacha Andersen : Top Model d’origine Danoise. Elle est mariée à Samuel Fincher et pense que c’est de sa faute si son mari est mort.

## Résumé
Un honnête banquier, victime d'un accident de la route, tombe dans le coma duquel il ressort in extremis, atteint du syndrome d'enfermement, étant totalement paralysé ne pouvant voir et entendre que d'un côté. Son médecin neurologue, le professeur Samuel Fincher, l'aide à retrouver confiance en lui et l'assiste dans sa recherche métaphysique. Cet homme aime à se faire nommer « Ulysse ».
Apprenant la psychologie et la neurobiologie, Ulysse se révèle d'un grand intérêt pour le professeur Fincher, qui tente avec lui de redécouvrir l'Ultime Secret, qui motive tous nos actes.
Ulysse découvre le chauffard qui l'a mis dans cet état, Umberto Rossi, récemment licencié de l'hôpital dans lequel il est soigné. Il décide de lui pardonner et demande sa réintégration au sein de l'hôpital.
Quelques mois plus tard, Samuel Fincher remporte une victoire aux échecs contre la meilleure machine informatique, Deep Blue IV, n'ayant appris ce jeu que trois mois auparavant. Le soir même, on retrouve son corps sans vie dans les bras de sa femme et top model, Natasha Andersen.
Toutes les expertises tendent à croire que Fincher est mort… de plaisir.
En manque de sujet, la jeune journaliste Lucrèce Nemrod, contactée par son ami et enquêteur  Isidore Katzenberg, tente de retracer ce qui semble être un assassinat.
Leur enquête mène ainsi les deux journalistes dans un club échangiste, la chambre d'une top model, un couvent pour moines, jusqu'à une île où est construit un asile, celui-là même où travaillait le professeur Fincher.
Poursuivis par Deus Irae, qui semble vouloir protéger le secret, et, ayant assisté à la mort du médecin légiste, ils sympathisent avec l'homme qui fait le trajet entre l'île et la côte, Umberto, ex-chirurgien expulsé pour faute grave. Il doit sa réhabilitation à un inconnu bienfaiteur.
Arrivés dans l'hôpital, ils découvrent la méthode originale qui faisait la renommée du professeur Fincher de son vivant : pas de camisoles de force, pas d'uniformes, pas de seringues ou de pilules. La seule thérapie des malades passait par la sublimation dans l'art ou le travail : les obsessionnels travaillent sur les œuvres de précision, les paranoïaques mettent au point des systèmes de surveillance ultra-perfectionnés.
Ils découvrent également l'existence de l'Ultime Secret, qui dépasserait de bien loin toutes les raisons du monde…
Cette histoire se base sur une expérience réelle, celle du professeur James Olds, qui découvrit la zone du cerveau qui provoque le plaisir dans les années 1940, et décida avec toute son équipe de sceller le secret autour de ce qui aurait pu devenir la pire drogue du monde.

## Analyse

Pyramide des besoins selon la théorie d'Abraham Maslow.

S'inspirant de la Pyramide des besoins énoncée par Abraham Maslow, Bernard Werber répond à la question : « Qu'est ce qui nous motive ? » en dressant une liste des motivations humaines, de la plus primaire à la plus évoluée. Selon l'auteur chaque humain pourrait être manipulé par le critère correspondant le plus à sa personnalité, à ses besoins et à ses craintes.
Les réponses sont dans l'ordre :
1. la cessation de la douleur
2. la cessation de la peur
3. la satisfaction des besoins primaires de survie
4. la satisfaction des besoins secondaires de confort
5. le devoir
6. la colère
7. la sexualité
8. les stupéfiants
9. la passion personnelle
10. la religion
11. l'aventure
12. la promesse de l'ultime secret
13. l'expérience de l'ultime secret
14. l'élévation de la conscience

## Édition
- Librairie générale française, 2003  (ISBN 978-2253153986)